# Гречановка (Киевская область)
Гречановка (укр. Гречанівка) — посёлок, входит в Яготинский район Киевской области Украины.
Население по переписи 2001 года составляло 113 человек. Почтовый индекс — 07741. Телефонный код — 4575. Занимает площадь 0,369 км². Код КОАТУУ — 3225589003.

## Местный совет
07741, Київська обл., Яготинський р-н, c. Черняхівка, вул. Шкільна, 5  (укр.)